# جورج إتش ناش
جورج إتش نـاش (بالإنجليزية: George H. Nash)‏ هو مؤرخ أمريكي، ولد في 1 أبريل 1945.